# Antonio Moreno Casamitjana
Antonio Moreno Casamitjana (Santiago, 9 de julio de 1927-Concepción, 31 de julio de 2013) fue un sacerdote católico chileno. Fue arzobispo de la Santísima Concepción entre 1989 y 2006.

## Biografía
Nació en Santiago en 1927, hijo de Antonio Moreno y de María Casamitjana. Como joven participaba en la Parroquia Nuestra Señora de Andacollo (Santiago de Chile). Ingresó al Seminario Pontificio de esa ciudad, y obtuvo la Licenciatura en Sagrada Teología por la Pontificia Universidad Católica de Chile (PUC). Posteriormente obtuvo una Licenciatura en Sagrada Escritura por el Pontificio Instituto Bíblico, con sede en Roma.
Fue ordenado sacerdote el 4 de diciembre de 1949. Ejerció como docente en el Seminario Pontificio de Santiago, donde fue vicerrector, y en la PUC. En dicha casa de estudios fue miembro del Consejo Superior. Se desempeñó también en funciones directivas como decano, durante un período en la Facultad de Teología, y como miembro del Consejo Superior en varios períodos. También fue miembro de la Pontificia Comisión Bíblica, en donde se desempeñó hasta 1986.
Prestó servicios pastorales en las parroquias de San José Obrero (Población Cardenal Caro) y San Diego (Conchalí). Durante más de 10 años ejerció como párroco misionero en la parroquia de Rolecha (Arquidiócesis de Puerto Montt).
Fue nombrado obispo auxiliar de Santiago el 22 de abril de 1986 por el papa Juan Pablo II, y ordenado obispo el 9 de julio ese mismo año. El lema de su escudo episcopal es: "Anunciaré tu verdad". 
El 10 de octubre de 1989 fue nombrado Arzobispo de Concepción, asumiendo el 12 de noviembre de ese año. Cumplió una extensa labor pastoral En 1991 asumió como primer gran canciller de la Universidad Católica de la Santísima Concepción. Ejerció el arzobispado hasta 2006, cuando pasó a ser obispo emérito.
En la asamblea plenaria de noviembre de 1993 fue elegido miembro integrante de la Comisión Pastoral de la Conferencia Episcopal de Chile, cargo que ejerció junto con la dirección del Área Eclesial de la CECH. En 1995 fue elegido miembro del Comité Permanente de la misma Conferencia. Ha integrado, además, la Comisión Doctrinal de la CECH.
Integró la Pontificia Comisión para América Latina (desde 1989), el Pontificio Consejo para el diálogo con los no creyentes (desde 1989), y la Conferencia Episcopal de Chile, donde participó en la Comisión Pastoral (desde 1993), el Comité Permanente (desde 1995) y la Comisión Doctrinal.